# Несуть мене коні...
«Несуть мене коні...» — кінофільм Володимира Мотиля 1996 року за мотивами повісті «Дуель» та інших творів А.П. Чехова.  

## Зміст
Студент Іван закохується в Надю, дружину багатого бізнесмена. Охопила їх пристрасть спонукає Надю кинути чоловіка, а Івана відмовитися від престижної роботи адвоката в Москві. Вони їдуть до Ялти. Якийсь час вони живуть на гроші Наді, але незабаром залазять у борги, так як Івану так і не вдається знайти роботу в чужому місті. Через рік Іван розлюбив Надю і звинуватив її в тому, що вона зіпсувала йому кар'єру. Він вирішує її кинути і повернутися до Москви. Його друг Микола, обурений підлістю Івана, викликає його на дуель і ранить його. Ця дуель виявилася для Івана сильної емоційної струсом. Він з покаянням повертається додому до Надії.

## Ролі
| Актор                | Роль                             |
| -------------------- | -------------------------------- |
| Андрій Соколов       | Іван Левский                     |
| Агнешка Вагнер       | Надя                             |
| Сергій Виноградов    | Микола Васильович                |
| Геннадій Пєчніков    | -                                |
| Володимир Качан      | майор Кацуба                     |
| Валентина Кособуцька | -                                |
| Евклід Кюрдзідіс     | грек                             |
| Любомирас Лауцявичус | -                                |
| Сергій Хрустальов    | -                                |
| Олександр Кузьмічов  | -                                |
| Олексій Криченков    | -                                |
| Михайло Жигалов      | -                                |
| Володимир Щербаков   | студент-гідолог (немає в титрах) |

## Знімальна група
- Режисер-постановник: Володимир Мотиль
- Сценарист:Володимир Мотиль
- Оператори-постановники: Микола Немоляєв, Олександр Негрук
- Художник-постановник: Євген Громов
- Костюми: Ірина Мотиль
- Продюсер: Борис Грінберг
- Композитори: Ісаак Шварц, Ігор Назарук
- Романс Володимира Мотиля на вірші Олександра Блока